# Eurhynchium tenuivagum
Eurhynchium tenuivagum är en bladmossart som beskrevs av William Russell Buck 1993. Eurhynchium tenuivagum ingår i släktet sprötmossor, och familjen Brachytheciaceae. Inga underarter finns listade i Catalogue of Life.